# Muyassar Temirova
Muyassar Temirova (uzbeko: Muyassar Temirova; nacida el 2 de febrero de 1941 en Bujará) es una joyera uzbeka. En 1972 recibió el alto título de “Artista del Pueblo de Uzbekistán” (uzbeko: Ўзбекистон халқ рассоми), y en 1995 recibió el título de Héroe de Uzbekistán.

## Biografía
Muyassar Temirova nació en 1941 en la ciudad de Bujará. Después de graduarse de la escuela en 1959, se convirtió en aprendiz en una fábrica de bordados en oro. Su primera maestra fue la Artista del Pueblo de la República, Maxsuma Ahmedova. Talentoso y trabajador, Muyassar dominó con éxito las técnicas técnicas y artísticas del bordado en oro.
Muyassar fue uno de los principales maestros de la fábrica de bordados en oro de Bujará. En 1970, por encargo de la Casa Modelo Republicana para la exposición EXPO-70 en Japón, creó un conjunto de bordado dorado para mujer. Temirova participó activamente y supervisó directamente la producción de un panel único para el 525 aniversario de Alisher Navoi. También participó en la producción de paneles del mausoleo de Ismail Samani, el Minarete de Kalon, la Bandera y el Escudo de Uzbekistán. Muyassar creó retratos dorados de personajes históricos de Uzbekistán y participó en la costura de cortinas para los palacios de “Amistad de los Pueblos” y “Turquestán”.
Desde 1972, Temirova ha participado en exposiciones republicanas e internacionales, sus obras se encuentran en museos y colecciones de la república y del extranjero. En 1972 recibió el alto título de “Artista del Pueblo de Uzbekistán” (uzbeko: Ўзбекистон халқ рассоми).
Las obras creativas de Muyassar Temirova se exhibieron en varias exposiciones internacionales organizadas en más de diez países. Sus trabajos en Francia, Alemania, Estados Unidos, Italia y Suiza fueron muy apreciados por los especialistas y recibieron diplomas y valiosos premios.